# Асанов, Жандос Ануарович
Жандос Ануарович Асанов (род. 15 февраля 1969 года) — казахстанский государственный деятель, Посол по особым поручениям Министерства иностранных дел Республики Казахстан. С 2013 года по 2016 год был Генеральным секретарем Парламентской ассамблеи тюркоязычных стран.

## Биография
В 1992 году окончил Алма-Атинский педагогический институт иностранных языков. Имеет дипломатический ранг Советника I класса.
С 1995 года до 2004 года занимал ряд должностей в Министерстве иностранных дел РК и аппарате Президента Казахстана.
С июля 2004 года по март 2006 года был директором департамента Европы и Америки Министерства иностранных дел Республики Казахстан.
С марта 2006 года по август 2008 года работал исполнительным директором Секретариата Совещания по взаимодействию и мерам воздействия в Азии.
В 2008—2009 годах был Советником-посланником Постпредства Республики Казахстан при ОБСЕ.
В 2008—2009 годах занимал должности заместителя главы офиса ОБСЕ в городе Минске и советника-посланника Посольства Республики Казахстан в Бельгии.
С января 2012 года по октябрь 2013 года был заместителем руководителя Аппарата Сената Парламента Республики Казахстан.
С октября 2013 года по июль 2018 года занимал должность Генерального секретаря Парламентской Ассамблеи Тюркоязычных государств.
С июля 2018 года по август 2018 года Чрезвычайный и Полномочный Посол Республики Казахстан в Туркменистане.
С октября 2019 года Посол по особым поручениям Министерства иностранных дел Республики Казахстан.